# Interferenza linguistica
L'interferenza linguistica (detta anche interferenza L1, trasferimento o interferenza translinguistica) è l'effetto della lingua madre sulla produzione di una seconda lingua. L'effetto può riguardare qualsiasi aspetto della lingua: grammatica, lessico, fonologia, ortografia ecc. Il più delle volte è discussa come fonte di errori (trasferimento negativo), sebbene quando la caratteristica rilevante delle due lingue è la stessa, ne deriva una produzione linguistica corretta (trasferimento positivo). Maggiori le differenze tra le due lingue, più negativi saranno gli effetti dell'interferenza. L'interferenza è maggiormente discussa nel contesto dell'insegnamento dell'inglese come seconda lingua, ma avverrà inevitabilmente in tutte le situazioni dove qualcuno ha un comando imperfetto di una seconda lingua.

## Meccanismo
L'interferenza può essere conscia o inconscia. Consciamente, lo studente può ipotizzare poiché non ha appreso o ha dimenticato l'uso corretto. Inconsciamente, lo studente può non considerare che le caratteristiche delle lingue possono differire, o può conoscere le regole corrette senza saperle mettere in pratica, e quindi ripiegare sull'esempio della propria lingua madre.

## Più lingue acquisite
L'interferenza può anche aver luogo tra lingue acquisite; un inglese che apprende francese e spagnolo, ad esempio, può erroneamente presumere che una particolare caratteristica di una lingua si applichi anche all'altra.

## Trasferimento positivo
Gli aspetti positivi sono meno discussi, ma possono essere importantissimi. Generalmente il processo sarà più positivo quanto più vicine sono le due lingue, e quanto più lo studente comprende la relazione fra le due lingue. Così un inglese che impara il tedesco può ben ipotizzare un elemento lessicale tedesco dal suo equivalente inglese, ma è più facile che l'ordine delle parole differisca. Quest'approccio ha lo svantaggio di rendere lo studente più soggetto all'influenza dei falsi amici.

## Effetti più ampi
L'interferenza linguistica nelle comunità immigranti può sfuggire da quelle comunità ed influenzare la popolazione dei parlanti nativi.

### Doppiaggese
L'interferenza esterna su una comunità di parlanti può seguire altre vie, rese possibili dall'ingerenza dei mezzi di comunicazione di massa: un esempio del genere è fornito dall'impatto esercitato, sul lessico e sulla fraseologia della lingua italiana, dal cosiddetto "doppiaggese", quella variante dell'italiano(definita anche «forma paraletteraria dell'oralità») che compare in alcuni film come risultato del doppiaggio, caratterizzata da un linguaggio fortemente influenzato dalla lingua di partenza (quindi, la lingua "straniera" parlata dagli attori nel film) e una sintassi e un lessico che risultano innaturali o artificiosi nella lingua di destinazione (in questo caso, la lingua parlata dagli spettatori) Il successo e l'ampiezza di questo fenomeno interferenziale sono determinati dell'influenza pervasiva dei media sulla cultura di massa.